# Philonotis scabrifolia
Philonotis scabrifolia är en bladmossart som beskrevs av Braithwaite 1893. Philonotis scabrifolia ingår i släktet källmossor, och familjen Bartramiaceae. Inga underarter finns listade i Catalogue of Life.